# De Lesbische Liga
De Lesbische Liga is een Nederlandse podcast van de NTR die gepresenteerd wordt door televisiemaker Annefleur Schipper en 3FM-dj Vera Siemons. De podcast is gericht op de representatie van lesbische, biseksuele en queer vrouwen in de media. De eerste aflevering vond plaats in april 2020, aan het begin van de coronapandemie. Naast een podcast, heeft de Lesbische Liga ook een Twitter- en Instagram-account, waar 'leden van de Liga' worden aangespoord om mee te denken over onderwerpen die in de podcast aan bod komen. De podcast heeft verschillende nominaties en onderscheidingen ontvangen en in april 2025 werd gewerkt aan inmiddels het tiende seizoen. Ook wordt een groot aantal evenementen en bijeenkomsten georganiseerd.

## Inhoud
In april 2020 startten Siemons en Schipper De lesbische liga met als doel meer zichtbaarheid te geven aan met name lesbische vrouwen, te analyseren hoe zij gerepresenteerd worden in de media en te zorgen voor een positievere connotatie van de term 'lesbisch'. De aankondiging van een vervolg op de serie The L Word was de uiteindelijke aanleiding van de twee bevriende dames om tijdens de eerste lockdown van de coronapandemie te beginnen met het opnemen van hun podcast. In het eerste seizoen wordt per aflevering één aflevering van The L Word: Generation Q besproken. In het tweede en derde seizoen komen verschillende films en (afleveringen uit) series met lesbische personages aan bod. Tijdens deze twee seizoenen is tevens in elke aflevering een bekende lesbienne te gast. In het vierde seizoen wordt steeds weer een aflevering van The L Word: Generation Q besproken, nu uit het tweede seizoen van deze serie.
Bekende films die in de podcast besproken zijn, zijn onder andere Carol, Imagine Me & You, La vie d'Adèle, Portrait of a Lady on Fire, The Miseducation of Cameron Post en Kyss Mig. Terugkerende onderdelen van de podcast zijn de DM's van luisteraars, woorden uit het Lesbiaans Lexicon, Rating the Lesbi en Lesbi aan de Lijn. Behalve media-representatie komen ook onderwerpen als coming-out, stereotypes, rolmodellen, kleding, daten en uitgaan aan bod. Tevens is er een aflevering die in het teken staat van het 20-jarig jubileum van het 'Homohuwelijk'. Hierin is het eerste lesbische koppel dat ooit trouwde te gast.

## De Lesbische Liga Live
Op 29 juli 2021 werd de seizoensfinale van seizoen 3 van de podcast live opgenomen in een uitverkochte zaal in TivoliVredenburg (Utrecht). Vanwege de coronamaatregelen konden 300 fans hierbij aanwezig zijn. In plaats van het analyseren van een aflevering of film, hadden Siemons en Schipper een jaaroverzicht van 2020/2021 samengesteld, mochten gasten meestemmen op "het beste lesbische, biseksuele of queer personage aller tijden" en werden er verschillende gasten geïnterviewd. Te gast waren Rivkah op het Veld, Babeth Fonchie, Maartje Wortel en Claudia de Breij.

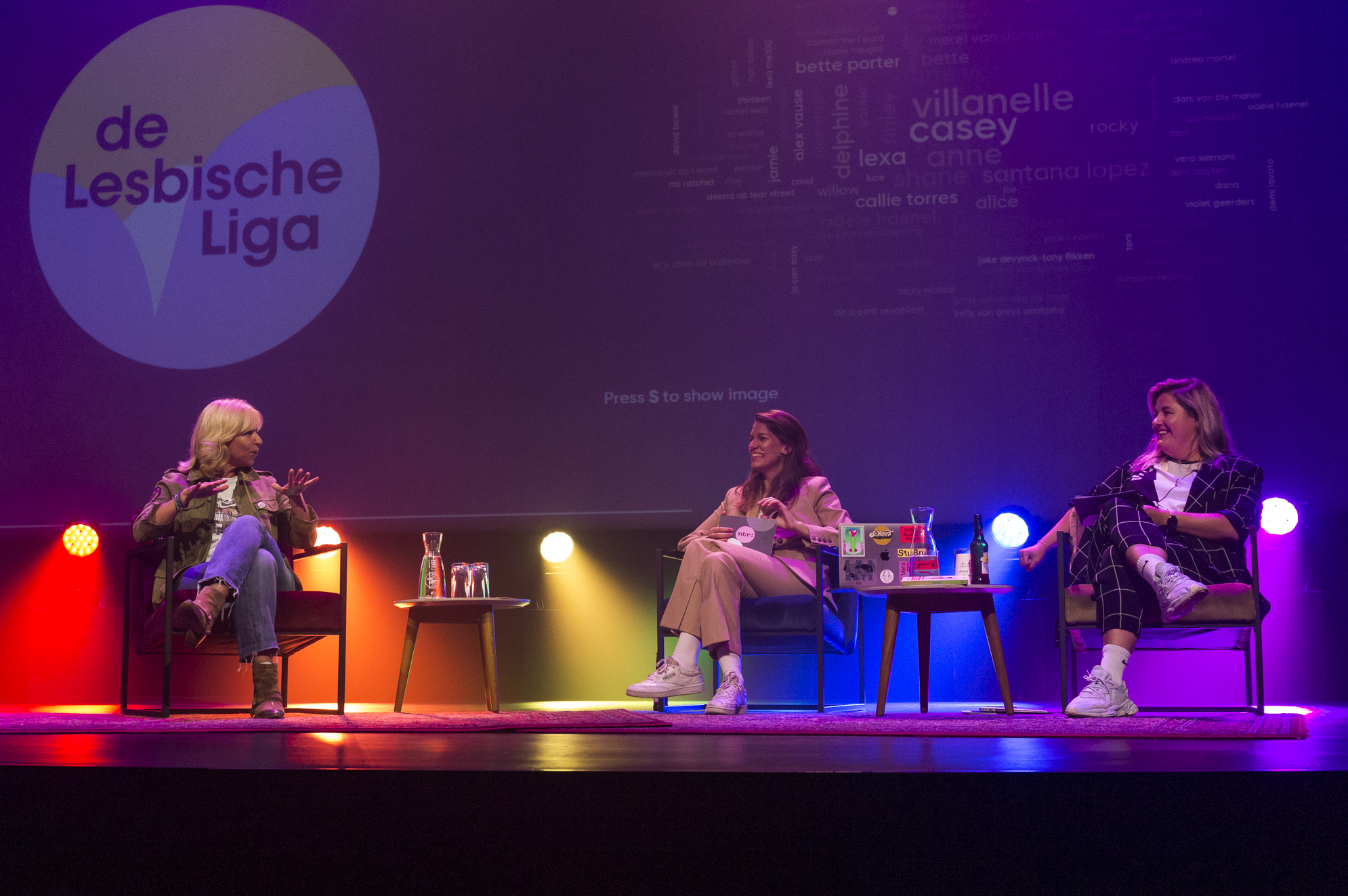
Vera en Annefleur interviewen Claudia de Breij tijdens de opnames van De Lesbische Liga Live

Op 2 juni 2022 werd de seizoensfinale wederom opgenomen in een uitverkochte zaal van TivoliVredenburg, dit keer met 750 bezoekers. Hoewel de show als podcast ook te beluisteren valt was het meer een theatershow. Speciale gasten deze editie waren: Fresia Cousiño Arias, Hanna van Vliet, Femke Heemskerk en Shay Kreuger. 
Op 1 juni 2023 vond de grootste editie van Lesbische Liga: Live plaats in de wederom uitverkochte Grote Zaal van TivoliVredenburg, met meer dan 1200 bezoekers. De show was dit jaar voor het eerst niet als podcast integraal terug te luisteren en was een one night only theatershow. Er werd geopend met het queer koor DynamiQ Voices dat een a-capella versie van The L Word Themesong zong, andere gasten waren: Claudia de Breij, Rianne van Rompaey, Merel van Dongen, Hanna van Vliet, Sanne van Dongen, BABS, Hanna Bervoets, Rocky Hehakaija, Francine Oomen en Sophie Hilbrand.
Op 6 september 2024 werd voor de 4e editie wederom de Grote Zaal van TivoliVredenburg bestormd door 1200 bezoekers. Voor het eerst was er ook een afterparty na de voorstelling. Gasten dit jaar waren: Amy Spalding van I Kissed A Girl (BBC), Elmer, Lize Korpershoek, Sanne van Dongen, Fresia Cousiño Arias, Merel Westrik, Wytiki, Babeth Fonchie Fotchind, Shary-An, Babs, Davine Perik, Rianne van Rompaey en Hanna Bervoets. 

## Bekende gasten
Bekende lesbische, biseksuele en queer personen die reeds te gast waren in de podcast:

(in volgorde van beroep/sport/waarvan bekend)
- Acteur Thorn de Vries
- Actrice Aiko Mila Beemsterboer
- Actrice Jaike Belfor
- Actrice Joy Delima
- Actrice Eline van Gils
- Actrice en regisseur Ilke Paddenburg
- Actrice Yora Rienstra
- Actrice Kristen Stewart
- Actrice Hanna van Vliet
- Band The Beaches
- Bokser en presentatrice (voormalig) Lucia Rijker
- Cabaretière Claudia de Breij
- Creative Marloes Leeuw
- Dartster Noa-Lynn van Leuven
- Dichteres en juriste Babeth Fonchie
- Dichteres Lieke Marsman
- Europarlementariër Kim van Sparrentak
- Hockeykeepster (o.a. Olympisch) Anne Veenendaal
- Influencer Emma Wagemans
- Influencer Lot Mulder
- Influencer Melody Raymann
- Nieuwslezer Anne-Marie Rozing
- Olympisch zwemster Femke Heemskerk
- Online personality Amy Spalding
- Operazangeres Francis van Broekhuizen
- Presentatrice Fresia Cousiño Arias
- Presentatrice Mirella van Markus
- Radio DJ Shay Kreuger
- Radio presentatrice Lara Billie Rense
- Rapper en artiest Elmer
- Regisseur en producent Valerie Bisscheroux
- Regisseur Rose Glass
- Schrijfster Hanna Bervoets
- Schrijfster Jessica van Geel
- Schrijfster Eke Krijnen
- Schrijfster Tobi Lakmaker
- Schrijfster Francine Oomen
- Schrijfster Nina Polak
- Schrijfster Carry Slee
- Schrijfster Maartje Wortel
- Singer-songwriter Babs
- Sportanalist Leonne Stentler
- Sportpresentatrice Sanne van Dongen
- Sportpresentatrice Rivkah op het Veld
- Topmodel Rianne van Rompaey
- Voetbalster Merel van Dongen
- Voetbalster (voormalig) Rocky Hehakaija
- Volleybalster Celeste Plak
- Zangeres Nana Adjoa
- Zangeres Shary-An Nivillac

## Overig
- Schipper en Siemons organiseren regelmatig evenementen buiten hun podcast om en noemen zichzelf dan ook 'het grootste lesbische clubhuis van de Benelux'. Sinds 2022 organiseren zij samen met Café 't Mandje in Amsterdam op de vrijdagavond van Pride Amsterdam een openbaar straatfeest op de Zeedijk gericht op lesbische, bi en queer personen. Artiesten die hier kwamen optreden zijn: BABS, Alice, Tess Gaerthé, Roxy Dekker, REINDIER, Jamal le Coq. Ook waren Schipper en Siemons zelf actief als DJ op dat feest. In de editie van 2023 werd de Zeedijk een uur afgesloten omdat het door het feest te druk werd bevonden door de gemeente.
- Hiernaast organiseren Schipper en Siemons regelmatig filmavonden met grote lesbische films in diverse bioscopen door het land.
- In 2023 brachten Schipper en Siemons de Lesbische Liga-voetbalsjaal uit. Het werd een gewild product onder de luisteraars en andere queer personen. Wie de sjaal droeg kon laten zien dat ze fan waren van de Lesbische Liga-podcast, maar op subtiele wijze ook dat ze queer zijn en op vrouwen vallen.

## Nominaties en onderscheidingen
- In juli 2021 werden Siemons en Schipper met hun podcast genomineerd voor een Pride Award van de AVROTROS in de categorie ‘onbekende LHBTI+-helden’.
- Op 26 oktober 2021 werd bekendgemaakt dat De Lesbische Liga tot winnaar was verkozen in de Dutch Podcast Awards. Ze wonnen de prijs in de categorie media en cultuur.
- In 2024 won De Lesbische Liga de Winq Media Award.[2]
- Op 26 januari 2025 mochten Siemons en Schipper de Ster van de Toekomst van COC Nederland in ontvangst nemen. Deze onderscheiding gaat naar veelbelovende en verbindende personen en initiatieven die in korte tijd iets bijzonders hebben betekend voor de LHBTI-gemeenschap.[3]